# 日本常綠橡樹
日本常綠橡樹（學名：Quercus acuta，日语：／，亦稱オオガシ/大樫、オオバガシ/大葉樫）是原産於日本、韓國以及中國廣東的櫟屬植物。與一般的橡樹並不很相似。

## 形態
葉子呈橢圓形，扁而厚，底部寬、頭部尖，有葉裂。葉子表面深緑色。
其花雌雄同株，花期5至6月、雄花多，黃褐色花序呈下垂狀。雌花序葉腋處有直立的5至6個雌花。
整株植物高度可達14（46英尺）。

## 用途
其木質堅韌，所以常被用來製作木刀，此外也用在船舶、枕木的製作上。